# キレイモ
キレイモ(KIREIMO)は、株式会社ヴィエリスにより運営される脱毛サロン。
2014年2月28日に新宿南口に1号店をオープンした。2022年5月現在、全国に60店舗を構える。

## CMキャラクター
- ぺこ、りゅうちぇる（2016年）[2]
- 板野友美（2017年） - 制服のデザイン監修も行う [3][4]
- 渡辺直美（2018年-）[5]
- 堀田茜、八木アリサ、Niki、藤井サチ（2018年）[6]
- 千鳥（2019年-）[7]
- 出口夏希、なえなの（2021年3月10日-）[8]

2021年11月からは、『東京リベンジャーズ』とのコラボキャンペーン「脱毛リベンジャーズ」を実施している。

## 不祥事
2022年4月下旬より従業員への給与の遅配・未払いやお客への返金が滞っていることが報じられた。この件に対し、ホームページ上で謝罪した。

## ヴィエリス
株式会社ヴィエリスは、東京都渋谷区に本社を置く日本の企業。脱毛サロンのキレイモの運営や、メンズ脱毛専用サロンであるメンズキレイモ(MEN'S KIREIMO)やトータルビューティケアのキレイモプレミアム(KIREIMO PREMIUM)の運営を行う。